# Anjang
Anjang est une localité du Cameroun, située dans l’arrondissement de Belo, le département du Boyo et la région du Nord-Ouest. C'est l’un des 29 villages de la commune de Belo créée en 1993 (Belo Rural Council, à l'origine).

## Histoire contemporaine
Anjang fait partie de la liste des 73 villages brûlés dans les régions du Nord-Ouest et du Sud-Ouest du Cameroun depuis le début de la crise anglophone, entre 2016 et 2018. Des éléments de l’armée camerounaise sont mis en cause dans ces incendies par des ONG.

## Démographie
Lors du recensement de 2005, on a dénombré 1 096 habitants à Anjang.

## Économie
Anjang dispose d'atouts touristiques, notamment la proximité de Ndong Aweh Hill, le point culminant de Belo, surmonté d'un calvaire et offrant un large panorama sur la région par temps clair, mais ce potentiel n'était pas exploité en 2011.